# 吉村誠一郎
吉村 誠一郎（よしむら せいいちろう、1964年9月3日 - ）は、東京を中心に活動するフリーアナウンサー・ナレーターで、元長崎国際テレビ (NIB) アナウンサー。

## 履歴
熊本県出身。高校時代の1982年、熊本放送ラジオで夜11時から10分間放送されていた青春ワンダーランドのDJをやっていたのがこの世界に入るきっかけ。当時の様子は、学校に「出演許可願い」を出して番組に出演している高校生という話題でホットドッグプレスにも紹介された。
九州産業大学に進み、在学中から九州地区を中心にナレーターやレポーターなどを務める。大学時代には、テレビ熊本で、現在も放送されている「若っ人ランド」（初代）のサブ司会を江越哲也や勝田万吏江らと務め、同時にこの前後の時期、FM中九州やエフエム山口でも番組を担当していた。
大学卒業後、1988年テレビ西日本番組契約アナなどを経て、1990年開局前の長崎国際テレビに入社。アナウンサー以外に海外取材も数多く、プロデューサー・ディレクター・ナレーター、さらには編成マンも兼務していた。
2002年同局を退社、活動の場を東京に移す。朝日ニュースターのアナウンサー、ナレーターとして活動。同年より東京俳優生活協同組合に所属。
2010年5月、東京俳優生活協同組合を脱退。その後、自身が代表取締役を務める「株式会社ヴォイスワーク」のナレーター、プレイングマネージャとして勤務。
2015年　「道玄坂702スタジオ」を開設。ナレーション収録やMA作業の業務を開始。
2022年　YouTubeチャンネル「ナレーター吉村誠一郎の朗読部」開設。

## テレビ西日本時代の担当番組
- ナイスキャッチ!  ニュース&天気アナ（当時TNCが制作・OAしていたローカルワイドショー内のNEWSを担当）
- トークシャワー（CX制作）福岡地区リポーター

（長崎・鹿児島は当時NTV「ズームイン!!朝!」をネットしていた関係上、同地区へも取材し中継をしたことがある）
- アンテナホット7（CX制作）福岡地区リポーター
- 1億人のテレビ夢列島 （CX制作）TNCリポーター

## 同時期（80年代後半）各局での担当番組
- 若っ人ランド サブ司会（テレビ熊本）
- 週刊音楽番付 MC（テレビ熊本）
- タウンTOWN MC（テレビ熊本）
- LAエキスプレス DJ（エフエム熊本（当時、FM中九州））
- NTTウィークエンドベストテン DJ（エフエム山口）
- MAHARAJA TWINKLE OVER THE NIGHT DJ（エフエム山口）
- SLマドンナクイズ MC（テレビ山口）

## 長崎国際テレビ時代の担当番組
- プラス1ながさき メインキャスター（同局夕方のメインニュース）
- 雲仙普賢岳噴火災害 リポート・キャスター（6月3日の大火砕流発生時、深夜「特設ニュース」キャスターも務めた）
- 24時間テレビ 長崎ローカル部分・司会
- 長崎平和祈念式典 キャスター・実況
- 長崎県警24時 制作PD・NA（長崎ローカルの「24時系」番組の先駆け。OA後、長崎県警から表彰された）
- ウラジオストック日本人街 制作PD・編集・ナレーター（開局5周年特番・ロシアと日本国内ロケ中心の番組でローカル番組としては珍しくゴールデンタイムでOAされた）
- NNNドキュメント ディレクター
- 島原雲仙学生駅伝 初代制作プロデューサー（ブロックネットの「キー局」として九州・沖縄ネットを実現した）
- Shampoo ナレーション（放送当時はNIB唯一の深夜ローカル番組だった）

## 長崎国際テレビ退職後の担当番組
- 朝日ニュースター深夜ニュースアナ（朝日ニュースター）
- TXNニュースアイ ナレーション（テレビ東京）
- 朝日フラッシュニュース キャスター（テレビ神奈川）
- ラストニュース ナレーション（朝日ニュースター）
- TVウワサの真相 ナレーション（朝日ニュースター）
- イラク・フセイン元大統領拘束特番・キャスター（朝日ニュースター）
- 小泉総理（当時）訪朝特番・キャスター（朝日ニュースター）
- 一本桜の物語 ナレーション（NHK-BShi）
- 小さな旅 ナレーション（NHK総合・NHK-BShi）
- 街角地球アングル ナレーション（NHK-BS）
- プレマップ ナレーション（NHK総合・NHK-BS・NHK-BShi）
- 追跡!あのニュースの続き（第1回、第2回） ナレーション（関西テレビ・フジテレビ）
- かけがえのない風景〜ひまわり 朗読（NHK-BShi）
- げまてれ ナレーター（TVKほか系列問わず全国各局）
- プライムショッピング インフォマーシャルナレーター（全国各局）
- ニュース&トピックス 特集ナレーター（SPEEDチャンネル）
- 7days永田町 ナレーター（朝日ニュースター）
- テレビ朝日開局50年記念「警官の血」 事前番組ナレーター（テレビ朝日）
- 朝日ニュースター ニュースデスク兼アナ（金曜昼帯ニュース）
- 速報!!記者会見 金曜日キャスター（朝日ニュースター）
- 3D立体革命 ナレーター（BS11）
- 朝日ニュースター選択の時2009（総選挙特番）速報＆ニュースアナ（朝日ニュースター）
- 金曜山梨　語り（NHK甲府局）
- トリビアの泉　SP　コーナーナレーション（フジテレビ）
- TBSパブリシティ ナレーター（TBS）
- ネット番組「JAF MotorSportsNewsDigest」ナレーター

## 現在の担当番組など
- NHK総合ほか ドラマ10「下流の宴」プレマップほかPR・NA
- 伊勢丹立川店「お中元・お歳暮」告知ナレーター
- 総務省消防庁「J-アラート」音声・音素提供
- AIスピーカー「Alexa」「Yahooニュース」読み上げ音声・音素提供

## CMナレーション（2002- 抜粋）
- バイエル薬品 バイクリアプラス・TVCM
- 鹿児島東急ホテル TVCM
- アクセンチュア TVCM
- 長崎屋 大創業祭・TVCM
- オリックス生命保険 TBSラジオCM
- 財団法人日本宝くじ協会 新潟県中越大地震復興宝くじ・TVCM
- ゼリア新薬工業 コンドロイチンZS錠・ラジオCM
- アフラック メディカルチェックプラス・ラジオCM
- シチズン時計 時報スポットCM
- DHC ライビーナ・TVCM
- JPモルガン フレミングアセットマネジメントジャパン・ラジオCM
- アフラック がん保険フォルテ・ラジオCM
- 全日本空輸 旅割2008夏「そこ旅行なんですよ」編・TVCM
- 千葉科学大学 TVCM
- 山田養蜂場「新RJスキンケア」インフォマーシャルNA
- SBIアラプロモ・アラプラスTVCM-NA

## その他の仕事（公共系）
- 西日本鉄道 西鉄・駅ホーム及び車内案内放送（1980年代）
- 鹿児島市交通局 鹿児島市営バス・車内案内放送（1980年代）
- 福岡空港ビルディング 福岡空港・防災通報放送（1980年代）
- 防衛庁 会計職員用業務マニュアル音声（2005年）
- 日本電波塔 東京タワー・エレベーター案内放送（2006年）
- 国土交通省「災害の記録 風水害・地震編」（2005年- 2007年）
- 文部科学省「放課後子供プラン」（2008年）
- 総務省消防庁「Jアラート」各地方自治体・防災行政無線などの合成音声（音素）（2008年- ）
- 北日本放送など放送局向け・警報発令時のカットインオンエアシステム音声（2014年- ）
- 山陽電気鉄道上り駅ホーム(特急系のみ)接近放送
- JR東日本駅ホーム接近放送の合成音声（音素）